# 木實谷雄太
木實谷 雄太（きみや ゆうた、1980年8月5日 - ）は、日本の競走馬生産牧場ノーザンファームのスタッフで、現在はノーザンファーム天栄の場長。東京都出身。一部マスメディアでは「木実谷雄太」とも表記される。

## 来歴
國學院大學久我山高等学校を経て、東京農工大学に進学。大学在学中は馬術部に所属し、主将を務めていた。大学卒業後の2003年からノーザンファーム空港牧場に勤務し、同年12月からは山元トレーニングセンターへ異動した。2011年10月からノーザンファーム天栄に移り、2015年から場長を務めている。
ノーザンファーム天栄の利用馬の躍進に伴い、テレビの競馬番組などのメディア出演も増加している。
2019年の第98回凱旋門賞に育成馬のフィエールマンとブラストワンピースが出走した際には、4月から英国およびフランスを視察し、英国・ニューマーケットから直前にフランス入りする臨戦過程を選択するなど、両馬の調整を主導する立場を担った。

## 人物
ノーザンファーム天栄を拠点としながら、火曜日の昼から水曜日は美浦トレーニングセンターに滞在し、土日は競馬場に赴いている。調教では自ら馬に跨る日もある。日頃は調教師や馬主からの電話が頻繁に鳴り、調教スタッフからの無線にも対応する。夏場は朝4時半から業務を開始し、調教を終えた後も夕方まで馬の状態チェックや事務仕事をこなす。「不定休」という多忙な生活を送っているが、「大変だと思うことって、自分のやりたくない仕事じゃないですか。僕自身が馬に乗ったり、馬を見ることが好きだから、全然苦じゃないですね」と語っている。
ノーザンファーム天栄に在厩する数百頭の競走馬の血統や成績に加え、次に目標としているレースなどのデータを、全て頭に入れている。
趣味は野球観戦。東北楽天ゴールデンイーグルスの大ファンである。